# Chlosyne marina
Chlosyne marina är en fjärilsart som beskrevs av Charles Andreas Geyer 1837. Chlosyne marina ingår i släktet Chlosyne och familjen praktfjärilar. Inga underarter finns listade i Catalogue of Life.